# Settle Down
"Settle Down" é o primeiro single do sexto álbum de estúdio da banda estadunidense No Doubt, lançada em 16 de julho de 2012 pela gravadora Interscope Records. Neste mesmo dia, foi também lançado o videoclipe da faixa, que foi digirido por Sophie Muller, diretora que já havia dirigido os vídeos de "Underneath It All" e "Simple Kind of Life" do No Doubt; e "Cool", "Luxurious", "Wind It Up" e "4 in the Morning" da vocalista da banda Gwen Stefani.

## Composição e produção
A canção traz de volta o som do No Doubt que a fez ser conhecida, uma mistura de pop/rock com ritmos latinos e caribenhos. O single foi escrito por Gwen Stefani, Tony Kanal e Tom Dumont e produzida por Spike Stent.

## Videoclipe
O videoclipe da canção foi lançado no dia 16 de julho - no mesmo dia do lançamento da canção - sendo que o vídeo foi apresentado pela primeira vez no canal de televisão americano E!, e uma hora depois, o vídeo já estava disponível no YouTube, através do serviço Vevo. Foi dirigido por Sophie Muller. O enredo do videoclipe, mostra os membros da banda em caminhões diferentes, que se encontram após anos separados, e acabam realizando uma grande festa. - O vídeo possui esse enredo, pois desde 2003, a banda não lança uma música nova, sendo "Settle Down" a canção de retorno do grupo.

## Lista de faixas
| Download digital |               |         |  |
| N.º              | Título        | Duração |  |
| 1.               | "Settle Down" | 6:01    |  |

| EP de remixes |                                      |         |  |
| N.º           | Título                               | Duração |  |
| 1.            | "Settle Down"                        | 6:01    |  |
| 2.            | "Settle Down" (Jonas Quant Remix)    | 4:33    |  |
| 3.            | "Settle Down" (Anthony Gorry Remix)  | 7:32    |  |
| 4.            | "Settle Down" (Stephen Hilton Remix) | 6:23    |  |

## Desempenho nas paradas musicais
| Parada (2012)                      | Melhor posição |
| ---------------------------------- | -------------- |
| Austrália - ARIA Charts            | 41             |
| Bélgica - Ultratop 50 (Flanders)   | 38             |
| Canadá - Canadian Hot 100          | 24             |
| Estados Unidos - Billboard Hot 100 | 34             |
| Estados Unidos - Pop Songs         | 21             |
| Estados Unidos - Alternative Songs | 20             |
| Estados Unidos - Rock Songs        | 19             |
| Estados Unidos - Radio Songs       | 41             |
| Estados Unidos - Adult Pop Songs   | 17             |
| Estados Unidos - Digital Songs     | 13             |
| França - SNEP                      | 163            |
| Japão - Japan Hot 100              | 28             |
| Nova Zelândia - RIANZ              | 36             |
| Países Baixos - Dutch Top 40       | 69             |

## Histórico de lançamento
| País           | Data                | Formato          |
| -------------- | ------------------- | ---------------- |
| Estados Unidos | 16 de julho de 2012 | Download digital |
| Brasil         | 17 de julho de 2012 | Download digital |
| Japão          | 17 de julho de 2012 | Download digital |
| Portugal       | 17 de julho de 2012 | Download digital |
| Alemanha       | 3 de agosto de 2012 | Download digital |